# İlham Tanui Özbilen
Ej att förväxla med William Tanui friidrottare född 1964.
İlham Tanui Özbilen, född den 5 mars 1990 som William Biwott Tanui i Kenya, är en turkisk och tidigare kenyansk friidrottare som tävlar i medeldistanslöpning.

## Karriär
Tanui Özbilens genombrott kom under 2009 då han vann guld på 1 500 meter vid IAAF World Athletics Final 2009. Tidigare samma år noterade han ett nytt juniorvärldsrekord på den engelska milen. I februari 2012 fick han tillåtelse av IAAF att börja tävla för Turkiet efter att tidigare blivit turkisk medborgare samt bytt namn till İlham Tanui Özbilen.

## Personliga rekord
- 1 500 meter - 3.31,30
- 1 mile - 3.49,29